# Alitinu
Alitinu (gr. Αληθινού) – wieś w Republice Cypryjskiej, w dystrykcie Nikozja. W 2011 roku liczyła 9 mieszkańców.